# Iathrippa sarsi
Iathrippa sarsi is een pissebed uit de familie Janiridae. De wetenschappelijke naam van de soort is voor het eerst geldig gepubliceerd in 1887 door Pfeffer.